# 패션왕 코리아
《패션왕 코리아》는 대한민국의 텔레비전 프로그램이다.

## 시즌 2
《패션왕 코리아 2》는 패션왕 코리아 후속편으로, 스타와 디자이너가 미션을 수행하며 우승자를 가리는 SBS 서버이벌 프로그램이다. 2014년 8월 16일부터 10월 25일까지 방영되었으며, 클라라 & 최범석 팀이 최종우승 하였다.

### 출연진

#### 진행자
- 신동엽 (MC)

#### 아티스트
- 클라라
- 정준영
- 황광희
- 선미
- 조세호
- 홍진경
- 지코
- 피오
- 윤진서

#### 디자이너
- 최범석
- 고태용
- 양희민
- 송혜명
- 로건
- 한상혁
- 곽현주

#### 팀 구성
- 클라라 & 최범석
- 정준영 & 한상혁
- 황광희 & 곽현주
- 선미 & 양희민
- 조세호 & 홍진경 & 송혜명
- 지코 & 피오 & 고태용
- 윤진서 & 로건

### 방영 목록
| 회차 | 방영일자  | 내용                                                     | 결과                                                                  | 비고                               |
| ---- | --------- | -------------------------------------------------------- | --------------------------------------------------------------------- | ---------------------------------- |
| 1    | 8월 16일  | 출연진 소개, 디자이너 시크릿 토크, 팀 발표               |                                                                       |                                    |
| 2    | 8월 23일  | [첫 번째 미션] 팀 타이틀 룩                              |                                                                       |                                    |
| 3    | 8월 30일  | [첫 번째 미션] 팀 타이틀 룩 [두 번째 미션] 뮤직콜라보 룩 | 블라인드 런웨이 - 지코 & 피오 & 고태용 1위 최종우승 - 황광희 & 곽현주 | 황광희 & 곽현주 팀 탈락면제권 획득 |
| 4    | 9월 13일  | [두 번째 미션] 뮤직콜라보 룩                             | 블라인드 런웨이 - 클라라 & 최범석 1위 최종우승 - 클라라 & 최범석      | 조세호 & 홍진경 & 송혜명 팀 탈락   |
| 5    | 9월 20일  | [세 번째 미션] 뉴스마트 룩                               | 블라인드 런웨이 - 윤진서 & 로건 1위 최종우승 - 윤진서 & 로건          | 윤진서 & 로건 팀 탈락면제권 획득   |
| 6    | 9월 27일  | [네 번째 미션] 힐링 아웃도어 룩                          | 블라인드 런웨이 - 정준영 & 한상혁 1위 최종우승 - 정준영 & 한상혁      | 선미 & 양희민 팀 탈락              |
| 7    | 10월 4일  | [다섯 번째 미션] 펫 룩                                   | 블라인드 런웨이 - 황광희 & 곽현주 1위 최종우승 - 황광희 & 곽현주      | 윤진서 & 로건 팀 탈락              |
| 8    | 10월 11일 | [여섯 번째 미션] 시티아웃도어캐주얼 룩                   | 블라인드 런웨이 - 황광희 & 곽현주 1위 최종우승 - 황광희 & 곽현주      | 정준영 & 한상혁 팀 탈락            |
| 9    | 10월 18일 | [일곱 번째 미션] 패밀리 룩                               | 블라인드 런웨이 - 황광희 & 곽현주 1위 최종우승 - 황광희 & 곽현주      | 지코 & 피오 & 고태용 팀 탈락       |
| 10   | 10월 25일 | [마지막 미션] 셀럽 룩 & 베스트 룩                        | 1차 셀럽 룩 - 클라라 & 최범석 승 최종우승 - 클라라 & 최범석           | 황광희 & 곽현주 팀 탈락            |

## 참고
1. ↑  2014년 9월 6일은 추석특집 방송 편성으로 인해 결방되었다.
2. ↑  2014년 9월 20일은 인천아시안게임 방송 편성으로 인해 23시 50분에 방송되었다.